# دونال لوغ
دونال لوغ (بالإنجليزية: Donal Logue) مواليد 27 فبراير 1966 في أوتاوا، أونتاريو، كندا، هو ممثل ومخرج كندي بدأ مسيرته الفنية عام 1990. شارك بدور هارفي بولوك في مسلسل غوثام.

## وصلات خارجية
- دونال لوغ على موقع IMDb (الإنجليزية)
- دونال لوغ على موقع ألو سيني (الفرنسية)
- دونال لوغ على موقع أول موفي (الإنجليزية)
- دونال لوغ على موقع قاعدة بيانات الأفلام السويدية (السويدية)
- دونال لوغ على موقع إن إن دي بي (الإنجليزية)
- دونال لوغ على موقع ديسكوغز (الإنجليزية)
- دونال لوغ على موقع قاعدة بيانات الفيلم (الإنجليزية)
- دونال لوغ على موقع كينوبويسك (الروسية)